# غاري ألكورن
غاري ألكورن (بالإنجليزية: Gary Alcorn)‏ مواليد 08 أكتوبر 1936 في فريسنو - الوفاة 29 نوفمبر 2006، كان لاعب كرة سلة أمريكي. بدأ مسيرته الاحترافية في سنة 1959. تم اختياره من قبل فريق ديترويت بيستونز خلال الدرافت. بلغ طوله 6 قدم 9 بوصة (2.1 م). اعتزل اللعب في 1961. لعب مع ديترويت بيستونز ولوس أنجلوس ليكرز.

## روابط خارجية
- غاري ألكورن على موقع إن بي أي (الإنجليزية)
- غاري ألكورن على موقع سبورتس رفرنس (الإنجليزية)
- غاري ألكورن على موقع كلية كرة السلة في سبورتس رفرنس.كوم (الإنجليزية)
- غاري ألكورن على موقع ريلجم (الإنجليزية)
- غاري ألكورن على موقع بروبوليرز (الإنجليزية)